# 艾曼紐
艾曼紐（Emmanuelle）是以艾曼纽·阿尔桑小說作品《艾曼纽》（1967）所改編之法國軟調情色電影系列女主角。只有由亞倫·史歷斯基的ASP影業公司製作並發行的電影或電視影集，才被視為官方版本，並忠實於原著角色的設定。
此外，「艾曼紐」一詞（包括其多種拼寫變形或衍生詞組）已成為情色電影的代名詞，象徵著這一類型的經典代表。

## 角色之歷史沿革
生於曼谷的泰裔法國女演員艾曼纽·阿尔桑（1932-2005），以筆名「艾曼紐」聞名。她於1967年發表的小說《艾曼纽》，講述了一位法國外交官的妻子——生活枯燥的家庭主婦艾曼紐——所展開的性探索冒險。這本書在法國引起極大轟動，但也因此遭到查禁。
在1976年，由她的丈夫路易士-賈克·羅列-安卓恩（Louis-Jacques Rollet-Andriane）執導的電影《卒业生》中，艾曼紐·阿爾桑擔任編劇並參與演出。然而，因她的丈夫要求將他的名字從電影工作人員名單中移除，該片的導演署名為「無名氏」或「艾曼紐·阿爾桑」。此外，該電影的製作人奧維迪奧‧亞森尼提斯聲稱，所有以「艾曼紐·阿爾桑」為筆名出版的書籍，其實都是由她的丈夫所創作，而非她本人。

## 發展
由荷蘭女演員施維亞·姬絲桃主演的法國電影《艾曼紐》是首部改編自同名小說的電影，她也因此成為這個角色的最佳代言人。該片由法國導演賈斯特·傑克金執導，以性愛場景、裸泳、自慰、飛機上性愛、強暴，以及女舞者以陰道吸菸的片段，挑戰當時銀幕上的可接受尺度。
與許多電影設法避免被評為X級不同，《艾曼紐》不僅接受了這一評級，還吸引了約3億名觀眾，成為法國影史票房最高的電影之一。該片在巴黎的凱旋門戲院（Arc de Triomphe theatre）連續放映超過11年，堪稱經典。在法國和美國，該片以完整版上映，但英國電影檢查機構對其中的自慰及露骨性愛場面進行了大量刪剪，包括鴉片窟中的強暴情節以及夜店中陰道吸菸的連續鏡頭。
此後，《艾曼紐》推出了多部續集電影，由施維亞·姬絲桃領銜主演，始於1975年的《艾曼紐2：愛的教育》。姬絲桃還因續集的配樂LP和CD而受到矚目，但她以15萬美元出售了自己的股份，錯失了約2600萬美元的淨收入分紅。在首部電影中，她的片酬僅為6000美元，而在《艾曼紐2：愛的教育》中則談判至10萬美元。
1980年代，姬絲桃退出了這一角色，由更年輕的女演員接棒。但在1992年的第七部電影《艾曼紐7》中，她回歸出演年長的艾曼紐。此後，她還在1992年和1993年的電視電影《艾曼紐的香水》（Emmanuelle's Perfume）及《艾曼紐之愛》（Emmanuelle's Love）中再次飾演這一角色，與飾演年輕版艾曼紐的瑪賽拉·瓦斯特因搭檔。姬絲桃的角色在這些影片中並未涉及性愛場面，與她的對手演員佐治·拉辛比一樣，屬於“無性愛”角色。此外，她的演藝生涯中還參演了一些模仿或致敬艾曼紐角色光環的電影，如1981年的美國性喜劇《少爺有難》。
受《艾曼紐》風潮影響，義大利、日本、和美國相繼推出了許多以類似片名的未授權影片，其中最著名的是由蘿拉·耿瑟主演的義大利《黑色艾曼紐》系列電影。她成為1970年代第二位最受歡迎的“艾曼紐”演員。1978年，由肯尼斯·威廉斯主演的諷刺電影《发狂的艾曼妞》講述了一位失去性慾的駐倫敦大使的故事，他的妻子艾曼紐·普萊維爾（Emmannuelle Prevert）誘惑了一連串大人物。這部電影中的艾曼紐由蘇珊·丹妮飾演。
1992年上映的《艾曼紐7》是最後一部官方院線艾曼紐電影，姬絲桃再度飾演主角。此後，ASP影業公司推出了多部電視版艾曼紐電影，包括1990年代由克麗絲塔·艾倫主演的《艾曼紐在太空》系列和《艾曼紐私人收藏》，後者由娜塔莎·維米爾擔任女主角。其中一集甚至描述艾曼紐與德古拉的情色對決。
2008年，在坎城影展上，亞倫·史歷斯基宣布正在尋找新任艾曼紐，並計劃於同年九月開拍。2011年坎城影展正式宣布，艾莉·海茲（英語：Allie Haze）以藝名布蘭妮·裘依（英語：Brittany Joy）出演新一代的艾曼紐。

## 官方製作

### 原版系列
- 《艾曼紐》（1974）
- 《艾曼紐2：愛的教育》（1975）
- 《再見艾曼紐》（1977）
- 《艾曼紐4（英语：Emmanuelle 4）》（1984）
- 《艾曼紐5（英语：Emmanuelle 5）》（1986）
- 《艾曼紐6（英语：Emmanuelle 6）》（1988）
- 《艾曼紐7（英语：Emmanuelle 7）》（1992）
- 《艾曼紐2024》（2024）

#### 迴響
《艾曼紐》電影在巴黎上映時場場爆滿，並持續放映數年之久。同時，這部影片在國際市場上也廣受歡迎，累計觀影人次達到約3億。法國電影經銷商映歐嘉納買下多部《艾曼紐》電影的家庭錄影帶版權，並推出了復刻版DVD。據估計，這些錄影帶與DVD的總收入接近6億5千萬美元。

#### 性露骨內容
《艾曼紐》電影中的性愛內容呈現多樣化，包括附庸風雅的軟調色情場景，以及完全直白的硬調色情元素。然而，戲院版的電影並未包含性交或口交的明確描寫。對於在《艾曼紐》電影中加入硬調色情場景的爭議一直存在，直到1980年代後期，ASP影業公司才開始進行實驗性質的嘗試，探索更大膽的表現方式。
- 《艾曼紐4（英语：Emmanuelle 4）》（1984）：由施維亞·姬絲桃和新艾曼紐米亞·尼格倫（Mia Nygren）領銜主演，有硬調色情場景，但從未被採用。這些場景並不牽涉主要演員，收錄於電視版本、《艾曼紐4》歐洲版DVD影碟之超值加收、以及1980年在法國發行標題為《Emmanuelle 4X》的VHS錄影帶。
- 《艾曼紐5（英语：Emmanuelle 5）》（1986）：由瓦莱里安·博罗奇克（英语：Walerian Borowczyk）執導，有二種版本發行；一為軟調性愛場景，另一則為法國家庭錄影帶的硬調性愛加長版（很顯然博羅奇克否認那些硬調性愛場景是他拍的）。這些場景為「愛情快遞」（Love Express）和舞蹈練習室的片段，包括性交、射精、和女性排尿。該VHS錄影帶版本比戲院版本省略了數分鐘的連續鏡頭（包括對話和劇情）。
- 《艾曼紐6（英语：Emmanuelle 6）》（1988）：由金·洛林（英语：Jean Rollin）執導，也有二段硬調性愛場景（一為艾曼紐在教堂長椅席觀看一對男女伴侶口交、性交、但無射精的較短片段；另一則為片尾同一伴侶進入艾曼紐被囚禁之地，有口交、性交、與射精場景的較長片段），卻未被戲院版所採用，而是收錄在法國發行的硬調色情版VHS錄影帶。

### 衍生系列

#### 艾曼紐在太空（英语：Emmanuelle in Space）系列
- 《艾曼纽·银河女王（英语：Emmanuelle, Queen of the Galaxy）》（1994）
- 《艾曼妞：欲望之都（英语：Emmanuelle 2: A World of Desire）》（1994）
- 《艾曼妞3：爱的课程（英语：Emmanuelle 3: A Lesson in Love）》（1994）
- 《艾曼纽4：隐密幻想（英语：Emmanuelle 4: Concealed Fantasy）》（1994）
- 《艾曼纽5：梦想时刻（英语：Emmanuelle 5: A Time to Dream）》（1994）
- 《艾曼纽6：最后放纵（英语：Emmanuelle 6: One Final Fling）》（1994）
- 《艾曼纽7：爱的真谛（英语：Emmanuelle 7: The Meaning of Love）》（1994）

#### 艾曼紐2000系列
- 《艾曼纽2000：近距离》（Emmanuelle 2000: Being Emmanuelle, 2000）
- 《艾曼纽2000：艾曼纽与爱的艺术》（Emmanuelle 2000: Emmanuelle and the Art of Love, 2000）
- 《艾曼纽2000：艾曼纽在天堂》（Emmanuelle 2000: Emmanuelle in Paradise, 2000）
- 《艾曼纽2000：艾曼纽的寶石》（Emmanuelle 2000: Jewel of Emmanuelle, 2000）
- 《艾曼纽2000：亲密接触》（Emmanuelle 2000: Intimate Encounters, 2000）
- 《艾曼紐2000：艾曼紐的感官享受》（Emmanuelle 2000: Emmanuelle's Sensual Pleasure, 2000）
- 《艾曼纽2000：艾曼纽派》（Emmanuelle 2000: Emmanuelle Pie, 2002）

#### 艾曼紐私人收藏系列
- 《艾曼紐私人珍藏：性感女神》（Emmanuelle Private Collection: Sex Goddess, 2004）
- 《艾曼紐私人珍藏：艾曼纽vs德库拉》（Emmanuelle Private Collection: Emmanuelle vs. Dracula, 2004）
- 《艾曼紐私人珍藏：性談話》（Emmanuelle Private Collection: Sex Talk, 2004）
- 《艾曼紐私人珍藏：鬼魂的性生活》（Emmanuelle Private Collection: The Sex Lives of Ghosts, 2004）
- 《艾曼紐私人珍藏：性咒語》（Emmanuelle Private Collection: Sexual Spells, 2004）
- 《艾曼紐私人珍藏：狂喜的艺术》（Emmanuelle Private Collection: The Art of Ecstasy, 2006）
- 《艾曼紐私人珍藏：杰西的秘密欲望》（Emmanuelle Private Collection: Jesse's Secrets Desires, 2006）

#### 其他
- 《艾曼纽巴西之旅（英语：Emmanuelle in Rio）》（2003）

## 非官方製作

### 野性艾曼妞系列

#### 主系列
- 《野性艾曼妞（英语：Black Emanuelle）》（1975）
- 《艾曼紐在曼谷（英语：Emanuelle in Bangkok）》（1976）
- 《艾曼紐在美國（英语：Emanuelle in America）》（1977）
- 《艾曼紐環遊世界（英语：Emanuelle Around the World）》（1977）
- 《性愛艾曼妞》（1977）
- 《艾曼紐與白種女奴（英语：Emanuelle and the White Slave Trade）》（1978）
- 《女囚犯摧殘史》（1982）
- 《女子監獄大屠殺（英语：Women's Prison Massacre）》（1983）

#### 紀錄片
- 《世界性愛奇趣錄（義大利語：Le notti porno nel mondo）》（1977）
- 《世界性愛奇趣錄2（義大利語：Emanuelle e le porno notti nel mondo n.2）》（1978）

#### 衍生作品
- 《黑珍珠艾曼妞（英语：Black Emanuelle 2）》（1976）
- 《黑白艾曼妞（英语：Smooth Velvet, Raw Silk）》（1976）
- 《黑白艾曼妞》（1976）
- 《徹底奉獻（英语：Sister Emanuelle）》（1977）
- 《鹹濕天堂（英语：Yellow Emanuelle）》（1977）

### 準官方電視電影系列
- 《艾曼紐的秘密》（Emmanuelle's Secret, 1992）
- 《艾曼纽的复仇》（Emanuelle's Revenge, 1992）
- 《艾曼紐的香水》（Emmanuelle's Perfume, 1992）
- 《艾曼紐的魔法》（Emmanuelle's Magic, 1992）
- 《艾曼紐之愛》（Emmanuelle's Love, 1993）
- 《艾曼紐在威尼斯》（Emmanuelle in Venice, 1993）
- 《永遠的艾曼紐》（Emmanuelle Forever, 1993）

### 其他相關電影
- 《艾奥,艾曼纽（英语：A Man for Emmanuelle）》（1969）：由切薩雷·卡內瓦里（英语：Cesare Canevari）執導。
- 《不安分的艾曼纽》（Tendre et perverse Emanuelle, 1973）：由傑斯·佛朗哥執導。
- 《爱之屋交换会》（1973）：由休伯特·法蘭克（Hubert Frank）執導。
- 《自由的爱（英语：Amore libero - Free Love）》（1974）：由皮爾·盧多維科·帕沃尼（英语：Pier Ludovico Pavoni）執導。
- 《东京艾曼纽夫人（英语：Tokyo Emmanuelle）》（1975）：由加藤彰（英语：加藤彰 (映画監督)）執導。
- 《艾曼纽的女儿》（The Daughter of Emanuelle, 1975）：由讓·呂雷（英语：Jean Luret）執導。
- 《玩蛇的女人（英语：Black Cobra Woman）》（1976）：由喬·達馬托執導。
- 《艾曼纽的银舌（義大利語：Ecco lingua d'argento）》（1976）：由毛羅·伊瓦爾迪（Mauro Ivaldi）執導。
- 《娼街（英语：The Margin (film)）》（1976）：由瓦萊利安·博羅夫奇克（英语：Walerian Borowczyk）執導。
- 《卒业生（英语：Laure (film)）》（1976）：由路易士-賈克·羅列-安卓恩（Louis-Jacques Rollet-Andriane）和羅伯托·德托雷·皮亞佐利（英语：Roberto D'Ettorre Piazzoli）執導。
- 《萘娅》（Néa, 1976）：由妮莉·卡普蘭（英语：Nelly Kaplan）執導。
- 《慾望海灘（義大利語：La spiaggia del desiderio）》（1976）：由恩佐·丹布羅西奧（義大利語：Enzo D'Ambrosio）執導。
- 《鹹濕特務》（Agent 69 in the Sign of Scorpio, 1977）：由維爾納·赫德曼（Werner Hedman）執導。
- 《香港艾曼妞》（1977）：由文华執導。
- 《费利西蒂（英语：Felicity (film)）》（1978）：由約翰·D·拉蒙德（英语：John D. Lamond）執導。
- 《发狂的艾曼妞（英语：Carry On Emmannuelle）》(1978）：由Gerald Thomas執導。
- 《乡村护士艾曼纽》（L'Infermiera di campagna, 1978）：由馬裡奧·比安奇（英语：Mario Bianchi）執導。
- 《艾曼纽激情岛屿》（I mavri Emmanouella, 1979）：由埃利亞·米洛納科斯（Elia Milonakos）執導。
- 《歡樂島（法语：Pleasure Island (film, 1980)）》（1980）：由米歇爾·里考（法语：Michel Ricaud）執導。
- 《淫海春潮（義大利語：Emmanuelle à Cannes）》（1980）：由吉恩-馬里·帕拉爾迪（英语：Jean-Marie Pallardy）執導。
- 《艾曼纽在苏荷（英语：Emmanuelle in Soho）》（1981）：由大衛·休斯（David Hughes）執導。
- 《春滿性愛營（德语：Die Todesgöttin des Liebescamps）》（1981）：由克里斯蒂安·安德斯（Christian Anders）執導。
- 《放荡不羁的艾蒙特拉》（Inconfessable Orgies of Emmanuelle, 1982）：由傑斯·佛朗哥執導。
- 《艾曼紐 沙漠女王》（La Belva dalle calda pelle, 1982）：由布魯諾豐塔納（Bruno Fontana）執導。
- 《艾曼紐深層解析》（Emmanuelle: A Hard Look, 2000）：由亞歷克斯·考克斯（英语：Alex Cox）執導的紀錄片。
- 《艾曼紐·探戈》（Emmanuelle Tango, 2006）：由米洛斯·托瓦伊萊特（Milos Twilight）執導。

## 電影配樂
艾曼紐電影原聲帶持續暢銷：
- 《艾曼紐》（1974）：法國發行LP唱片（Barclay 80545），由皮耶·巴修雷（英语：Pierre Bachelet）作曲；
- 《艾曼紐2：愛的教育》（1975）：法國發行LP唱片（Wip Records 863 002），由法蘭西斯·賴（英语：Francis Lai）作曲；
- 《再見艾曼紐》（1977）：日本發行LP唱片（Philips FDX-334），由賽吉·坎斯伯作曲；
- 《艾曼紐4（英语：Emmanuelle 4）》（1984）：法國發行LP唱片（Carrere 66084）、和CD唱片（Music Box Records 3770002531051 MBR-006），由米歇爾·馬涅（英语：Michel Magne）作曲；
- 《艾曼紐5（英语：Emmanuelle 5）》（1986）：由皮耶·巴修雷作曲，從未發行唱片；
- 《艾曼紐6（英语：Emmanuelle 6）》（1988）：由奧利佛·戴（Olivier Day）作曲，從未發行唱片；
- 《艾曼紐7（英语：Emmanuelle 7）》（1992）：由皮耶·巴修雷作曲，從未發行唱片；

## 外部連結
- 互联网电影数据库上艾曼紐的资料